# Isaac Panchaud
Isaac Panchaud (Londres, 1737 - Auteuil, 14 juillet 1789) est un banquier, financier et esclavagiste britannique d'origine suisse, à l'origine de la Caisse d'escompte.
Avec le Parisien Antoine Crozat et le Nantais Antoine Walsh, Isaac Panchaud fait partie des financiers qui ont marqué le rôle de la France dans le monde au XVIIIe siècle.

## Biographie

### Origines
Isaac Panchaud est né à Londres d'un père également appelé Isaac originaire de Grandson (canton de Vaud), négociant de profession et naturalisé anglais en 1729, qui fit une carrière controversée, à la Bourse et dans les affaires dans le quartier de la City où il fit faillite plusieurs fois entre 1732 et 1743. Il s'était marié avec Marguerite Teschmaker, d’origine néerlandaise.

### Une première banque
Isaac Panchaud fils débarque à Paris en 1763, le lendemain de la Guerre de Sept Ans. Il s'associe avec son cousin Jean-François Panchaud et à un certain Thomas Foley, qui détenait une succursale à Amsterdam, avec des correspondants aux Indes et en Angleterre (comme John Stuart, Robert Orme et Allan Maclean) qui lui permettaient de connaître avec précision le parcours des bateaux de la compagnie et d'intervenir sur le marché boursier français, en transmettant les nouvelles de Douvres et Calais par un système postal privé, en louant une embarcation. Cette banque suspendit ses paiements le 23 septembre 1769 à la suite de spéculations malheureuses sur la Compagnie britannique des Indes orientales. Panchaud servit de courtier pour le grand collectionneur anglais Henry Hoare II.
Durant cette période, Panchaud fut accusé d'avoir contribué à ruiner, avec l'entourage du financier suisse Necker, de nombreux personnages. Un exemple de ces agissements a été illustré par les mésaventures   du  comte de Breyves  héros imaginé dans le roman l'enfant des Lumières de F. Chandernagor où cet  actionnaire de la Compagnie des Indes orientales,fut retrouvé pendu. Ces spéculations des années 1766-1769 donnèrent lieu à une abondante jurisprudence à Londres. Necker fut un temps son ennemi juré.

### Investissement dans les plantations coloniales
Entre 1771 et 1775, Isaac Panchaud acquiert d'immenses plantations sucrières sur l'île de Saint-Domingue pour une valeur de 7,8 millions de livres (88 millions d'euros).

### Une seconde banque
En 1772, il tente de se refaire. Il spécule de nouveau sur les actions des différentes compagnies en liens avec l'Océan indien. Il se marie avec Jeanne-Marguerite Bourceret de Saint Jean, riche héritière née le 31 août 1750 à Port-Louis (Île-de-France, future Île Maurice). Le couple eut quatre enfants : Louise Rosalie, Jean Louis, Jeanne Michelle et Louise Sophie.
En janvier 1774, naît une société en commandite entre Isaac Panchaud, banquier, demeurant rue Saint-Sauveur, et Charles Cazenove de Thoyras, écuyer, demeurant à Lausanne, « logé à Paris, rue des Fossés-Montmartre, paroisse Saint-Eustache, à l'hôtel des Victoires, pour le commerce de banque et autres correspondances et affaires », sous la raison de Panchaud et Compagnie. 
Associé au comte Thomas Sutton de Clonard, riche marchand jacobite bordelais et syndic de la compagnie des Indes, Panchaud racheta par ailleurs en 1777 à Abel-François Poisson de Vandières la verrerie du bas-Meudon pour la somme de 750 000 livres, qui deviendra la verrerie de Sèvres, et qu'il revend 15 mois plus tard pour 1,05 million de livres avec une plus-value de 31 %. 

### La Caisse d'escompte
Théoricien de l’amortissement, admirateur de la révolution financière britannique tout comme Richard Price et grand partisan de la liberté de commerce, Isaac Panchaud peut, grâce au soutien de Turgot, relancer, en 1776 la Caisse d'Escompte, dont les débuts sont ralentis par la Guerre d'indépendance américaine et la rupture des relations diplomatiques entre la France et l'Empire britannique.

### Entre Londres et Paris

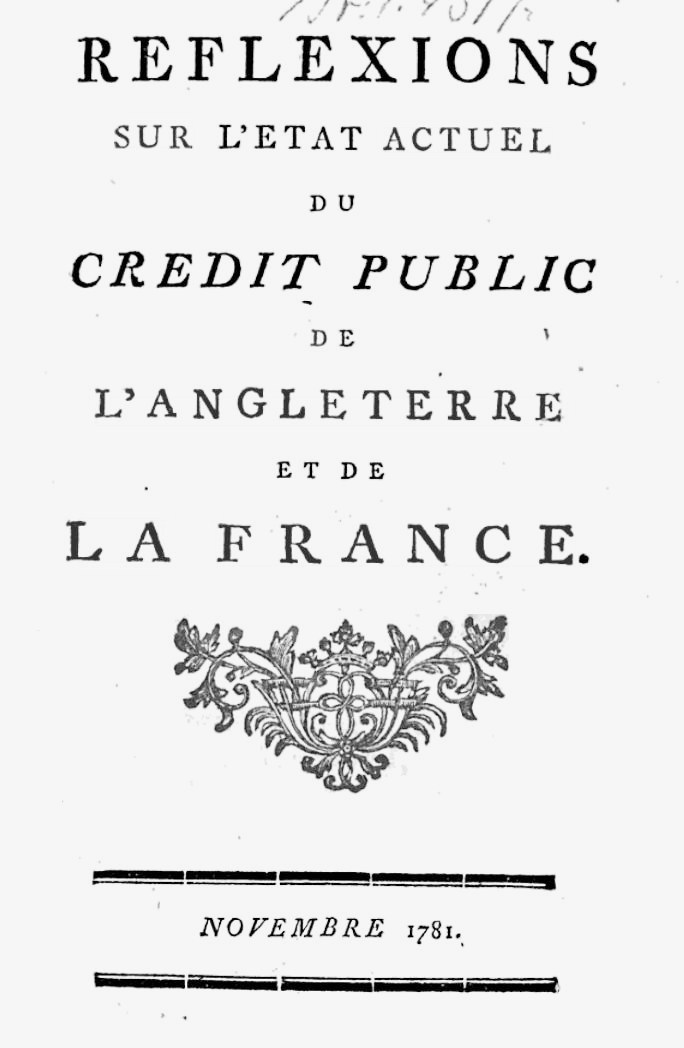
Panchaud publie anonymement en novembre 1781 un pamphlet sur la nécessité de développer les emprunts publics.

En 1780, il est de nouveau à Londres pour ses affaires, et il y fait de la prison pour dette deux ans plus tard. Il devient parallèlement un acteur important des grandes spéculations boursières sous Louis XVI. Selon les recherches d'Herbert Lüthy (1961), son rôle serait cependant à minorer. Jacques Necker, alors contrôleur général des finances, introduisit à la Caisse d'escompte de grands banquiers français. Il utilisa son réseau de contacts européens, mais surtout celui de son ex-rival Isaac Panchaud, qui est nommé « agent consultatif » pour placer les emprunts dans toute l'Europe. La Caisse d'escompte rendit de réels services au commerce et permit aussi de réaliser les emprunts de l'administrateur des finances Calonne. En 1781, il publie Réflexion sur le crédit actuel de la France et de l'Angleterre et se rapproche de Mirabeau.
Isaac Panchaud imagine de placer l'emprunt de Calonne auprès des capitalistes hollandais : en janvier 1782, l'émission de 70 millions en rentes viagères remporte un franc succès, sous la direction de Jean-François Joly de Fleury, successeur de Necker. Panchaud, son principal conseiller, fut alors considéré comme le véritable successeur de Necker. 
Il semble avoir joué un rôle non négligeable dans la période de grande spéculation que connut l'année 1786, à la suite d'un nouvel emprunt public lancé en décembre 1785 et qui eut du mal à trouver preneur. Il est alors proche de Talleyrand, qu'il conseille.
Il fut un proche du genevois Étienne Clavière qui devait remplacer Necker et aida financièrement Jean-Frédéric Perregaux à se lancer dans les affaires : celui-ci deviendra le banquier du Comité de salut public.

### Un rendez-vous raté
Après avoir publié un ouvrage appelant au soutien de la monarchie, Isaac Panchaud fait partie des six députés de l’ordre du Tiers état élus le 6 mars 1789 pour représenter la ville de Romorantin à l’assemblée du bailliage secondaire. Sa présence assez inattendue dans cette région s'explique sans doute par ses liens avec le duc d'Orléans avec lequel il partage des opinions libérales notamment en matière de réforme fiscale. Mais depuis le 7 mars, Panchaud ressent un malaise et doit s'aliter puis se faire représenter. Or, le 16 mars à Blois, un conflit s’installe entre le lieutenant général et les seize députés du bailliage secondaire de Romorantin. Au prétexte que le bailliage de Romorantin a convoqué plusieurs paroisses relevant du bailliage de Blois, il est demandé de réduire le nombre des députés à douze, ce qui est accepté dans un premier temps, puis à six députés. En guise de protestation, les députés de Romorantin se retirent et ne participent ni à la rédaction du cahier de doléances, ni aux élections des députés pour les États généraux. Isaac Panchaud ne peut donc représenter le bailliage à Versailles le 27 avril.
Le 11 juillet, Necker est renvoyé.
Sans doute affaibli depuis mars, Panchaud meurt le 14 juillet 1789 à Auteuil. L'inventaire de ses biens eut lieu en mars 1790 et il est possible que sa fortune fut en partie saisie au moment de la liquidation de la Caisse d'escompte entre 1791 et 1793.
Isaac Panchaud fit avancer la théorie économique de l'époque en montrant les limites du mercantilisme. Comme l'Écossais John Law et son Système, Panchaud expliquait que « l'argent est le sang de l'économie ».